# أحمد بن محمد الصويان
أحمد محمد الصويان هو المحافظ وعضو في مجلس إدارة هيئة الحكومة الرقمية (DGA) بدءًا من مايو 2021. وهو أيضًا عضو مجلس إدارة في المركز الوطني لأنظمة الموارد الحكومية (NCGR)، ومركز الأعمال السعودي (SBC). وهو عضو فعال في العديد من المجالس واللجان الأخرى.
قبل توليه منصبه الحالي كمحافظ لهيئة الحكومة الرقمية (DGA)، شغل منصب الرئيس التنفيذي للمركز الوطني للموارد الحكومية (NCGR) من مارس إلى مايو 2021. كان أيضًا نائبًا لوزير المالية للتكنولوجيا والتنمية في وزارة المالية من مارس 2017 إلى فبراير 2021. كما شغل منصب نائب الرئيس للتخطيط الاستراتيجي وتقنية المعلومات في صندوق التنمية الصناعية السعودي من سبتمبر 2015 إلى فبراير 2017. عمل في شركة اتحاد اتصالات ( موبايلي ) وشغل عدة مناصب في الشركة بين مارس 2005 وأغسطس 2015، وكان آخر منصب له في الشركة كنائب رئيس تخطيط وتطوير التطبيقات.
في مارس 2025، صدر مرسوم ملكي بتمديد خدمة معالي المهندس أحمد بن محمد الصويان (محافظاً لهيئة الحكومة الرقمية) بالمرتبة الممتازة لمدة أربع سنوات.

## التعليم والمؤهلات الأكاديمية
حصل على درجة الماجستير في إدارة الأعمال من جامعة الأمير سلطان في الرياض، المملكة العربية السعودية في عام 2008، وحصل على ودرجة البكالوريوس في علوم الحاسب الآلي من جامعة الملك فهد للبترول والمعادن في الظهران، المملكة العربية السعودية في عام 2004.
في عام 2021، حصل على شهادة تنفيذية لبرنامج كبار المديرين التنفيذيين (SEP) من كلية لندن للأعمال (LBS) في لندن، المملكة المتحدة. بالإضافة إلى ذلك، ، حصل في عام 2016 على شهادة في إدارة التغيير من معهد ماساتشوستس للتكنولوجيا (MIT). وفي عام 2014 حصل على شهادة التميز الإداري من كلية هارفارد للأعمال (HBS) في بوسطن، الولايات المتحدة. كما حصل على العديد من الشهادات المهنية في القيادة والإدارة وتطوير الأعمال والتكنولوجيا.

## التجارب
ساهم أحمد الصويان في تأسيس شركة اتحاد اتصالات " موبايلي " وإطلاق عملياتها التجارية في مايو 2005 م. تم تصنيف موبايلي باعتبارها أسرع علامة تجارية نمواً في قطاع الاتصالات في عام 2008 من قبل النظام العالمي للاتصالات المتنقلة (GSMA). وبرز دوره في قسم تكنولوجيا المعلومات من خلال تطوير وتشغيل أنظمة وتطبيقات متعددة النواة في إدارة علاقات العملاء والشبكات والتكامل. كما شارك في إنشاء شركة تابعة للشركة في بنغالور بالهند "موبايلي إنفوتيك"، كشركة متخصصة في خدمات تكنولوجيا المعلومات. شغل مناصب مختلفة حتى تم تعيينه نائبًا للرئيس لتخطيط وتطوير التطبيقات في مارس 2015. .</ref>
وبعد ذلك انتقل إلى القطاع الحكومي حيث انضم إلى صندوق التنمية الصناعية السعودي نائباً للرئيس للتخطيط الاستراتيجي وتقنية المعلومات في سبتمبر 2015. وعمل على تطوير استراتيجية الصندوق من خلال توسيع نطاق تقديم المنتجات والخدمات المالية. قام بتعزيز سياسات الائتمان وإعادة هندسة وتصميم إجراءات التمويل. كما قاد برنامج تحول تكنولوجيا المعلومات من خلال تحسين خدمات البنية التحتية، وتطوير أنظمة إدارة موارد المؤسسات، وإدارة الإقراض، وأتمتة الخدمات التجارية، وغيرها من الأنظمة الداخلية.
ومع إطلاق التحول الرقمي الشامل في الوزارة في مختلف قطاعات الأعمال، كان له الأثر بإطلاق استراتيجية رقمية متكاملة أثمرت عن العديد من الإنجازات، أبرزها إطلاق منصة (اعتماد) في يناير 2018، والتي قامت بأتمتة عملية الشراء للدفع (P2P) بالكامل داخل القطاع الحكومي، ونظمت العلاقة بين الجهات الحكومية ووزارة المالية من جهة، والقطاع الخاص والبنوك التجارية من جهة أخرى. كما تم إطلاق نظام صرف الأجور المالية لموظفي الحكومة (SARF)، وهو نظام مركزي لصرف رواتب نحو ثلاثة ملايين موظف. بالإضافة إلى ذلك، فإن نظام تحصيل الإيرادات (تحصيل)، الذي يمثل بوابة الدفع الحكومية الرئيسية ونظام تحصيل الإيرادات، يتجاوز 300 مليار ريال سنويًا، تم إطلاقه في عام 2019.
عمل على توسيع البنية التحتية وتطوير الأنظمة المالية وإدارة الخزانة والأرشفة والمراسلات الإدارية وغيرها من الأنظمة الداخلية الداعمة لوزارة المالية. وقد أدى كل ذلك إلى نمو كبير في العمليات وزيادة هائلة في حجم الأعمال والخدمات المقدمة للجهات الحكومية والقطاع الخاص. وبناءً عليه، صدر قرار مجلس الوزراء رقم (373) بتاريخ 16 فبراير 2021م، بتحويل وكالة التكنولوجيا والتنمية إلى مركز مستقل مالياً وإدارياً يتبع المركز الوطني لنظم الموارد الحكومية. وللارتقاء باقتصاد المملكة بشكل أكبر، تم تعيين السويان رئيسًا تنفيذيًا في مارس 2021.
وفي يوم الاثنين الموافق 3 مايو 2021 م صدر المرسوم الملكي رقم (أ/516) بتعيين أحمد الصويان محافظاً لهيئة الحكومة الرقمية بالمرتبة الممتازة، وذلك بعد فترة وجيزة من إنشاء الهيئة.

## عضويات مجلس الإدارة
- هيئة الحكومة الرقمية (يونيو 2021 – حتى الآن).[33][34]
- المركز الوطني لأنظمة الموارد الحكومية (NCGR) (مارس 2021 - حتى الآن).[35]
- مركز الأعمال السعودي (يونيو 2021 – حتى الآن).
- المركز الوطني للتعليم الإلكتروني (يناير 2022 حتى الآن).[36]
- مدينة الملك عبد العزيز للعلوم والتقنية (مارس 2017 – ديسمبر 2019).
- هيئة الاتصالات وتقنية المعلومات (مارس 2017 – مايو 2021).
- المؤسسة العامة للتدريب التقني والمهني (مايو 2017 – يوليو 2019).[37]
- الشركة السعودية لتبادل المعلومات (تبادل) (أكتوبر 2017 – سبتمبر 2019).

وكان عضواً في العديد من المجالس واللجان الأخرى.

## روابط خارجية
- هيئة الحكومة الرقمية في المملكة العربية السعودية
- أحمد الصويان على تويتر.